# Pixlet
Pixlet est un codec vidéo créé par Apple et basé sur les ondelettes, conçu pour permettre la visualisation de films HD en pleine résolution en temps réel à des débits de données DV faibles.[réf. nécessaire] Selon les déclarations d'Apple, il permet un taux de compression de 20–25:1. Similaire au DV, il n'utilise pas de compression inter-images, ce qui le rend adapté à la prévisualisation dans les studios de production et d'effets spéciaux. Il est conçu pour être un codec d'édition. Cependant, les faibles débits binaires le rendent peu adapté à une utilisation en diffusion.
Le nom Pixlet est une contraction de « Pixar wavelet ». Lorsqu'il a été présenté par Steve Jobs lors de la Worldwide Developers Conference de 2003, il a été dit que le codec avait été développé à la demande de la société d'animation Pixar.
Un Power Macintosh équipé d'un processeur PowerPC G4 d'au moins 1 GHz est requis pour la lecture en temps réel de vidéos haute définition en demi-résolution (960x540).
Pixlet, bien que faisant partie de la plate-forme multiplateforme QuickTime, n'est disponible que sur les Mac exécutant Mac OS X v10.3 ou version ultérieure. QuickTime X ne peut pas décoder les fichiers Pixlet.
La version 3.3 de FFmpeg et les versions ultérieures peuvent décoder les fichiers Pixlet. Le 21 mars 2019, Apple a annoncé que Pixlet fait partie des codecs qui ne seront plus pris en charge dans son propre logiciel après la sortie du successeur de macOS Mojave, en raison de la transition vers un logiciel uniquement 64 bits. Dans la même annonce, Apple a noté que les développeurs tiers pourraient maintenir le support en intégrant le support directement dans leurs applications.